# كدس
الكُدْس هي وحدة قياس أمريكية لحجم الحطب المُكدَّس.